# Vêtement de sport

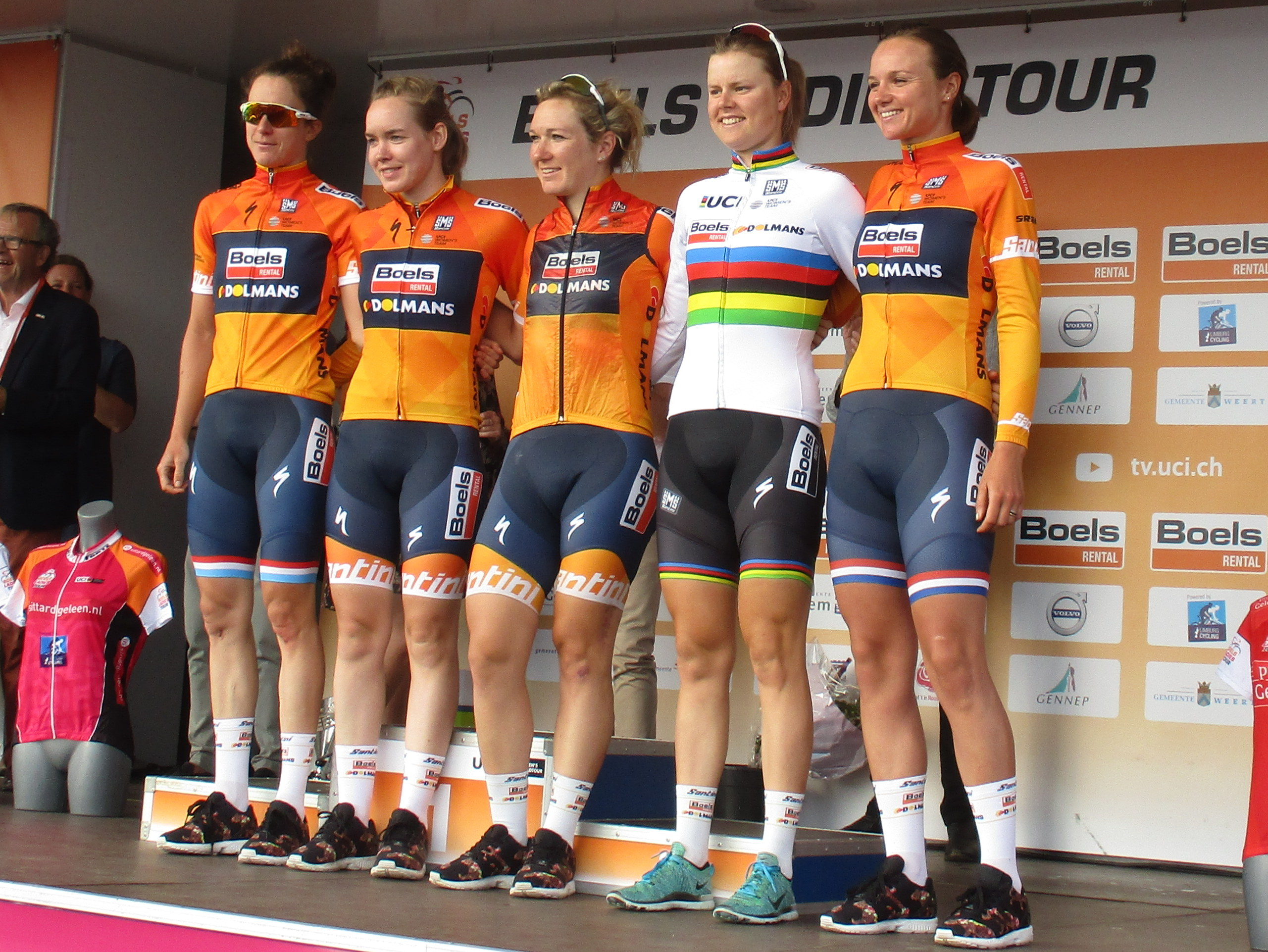
Membres de l'équipe cycliste féminine Boels Dolmans portant leurs vêtements de course en 2017.

Les vêtements de sport constituent l'ensemble des vêtements portés pour la pratique du sport.

## Généralités
Le sport est un facteur important d'évolution du vêtement occidental, nombre de vêtements s'étant simplifiés afin d'être adaptés à une pratique sportive. C'est notamment le cas de la veste. La pratique sportive a apporté les notions de confort et de mixité au vêtement. Mixité qui s'exprime autant dans le port du pantalon chez la femme que dans l'adoption de la couleur par les hommes.
Le sport est aussi un moteur d'innovations techniques en termes de textile ou de forme puisque le vêtement est utilisé dans des contextes extrêmes : mouvements, conditions extérieures, frottements, etc. Des matériaux high tech sont ainsi développés, apportant des qualités techniques spécifiques, à l'exemple des matières qui permettent l'évaporation de la transpiration.

## Historique

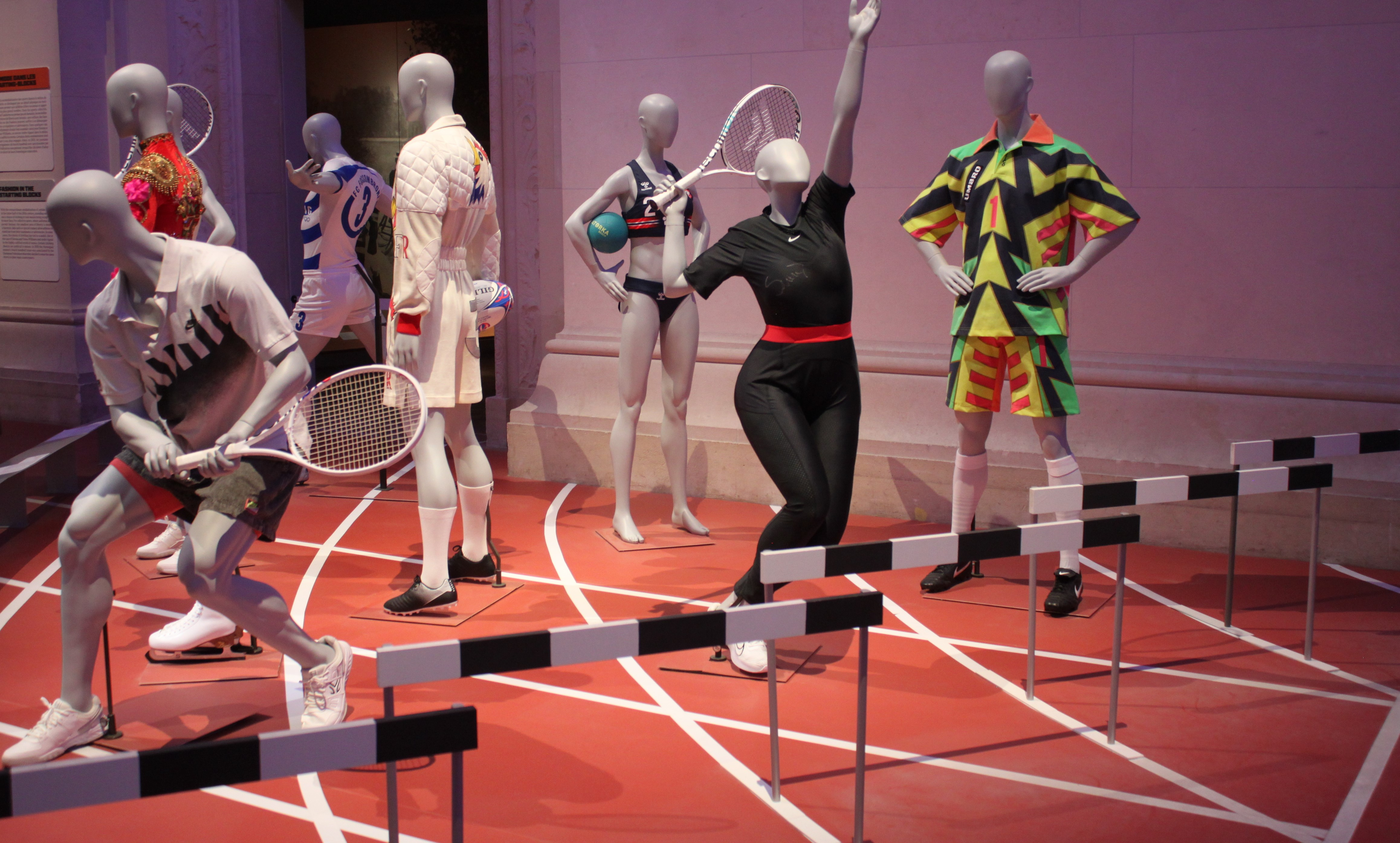
Vêtements de sports. Exposition « Mode et sport. D’un podium à l’autre », musée des Arts décoratifs, Paris, 2023-2024

Dès la fin du XIXe siècle, la vogue de la bicyclette développe l'apparition de tenues légères pour les hommes et de la jupe-culotte, puis du pantalon, chez la femme. Le golf apporte le cardigan, les bains de mer font apparaître maillot de bain, l'équitation engendre le pantalon jodhpurs, le tennis fait naître la jupe plissée, le ski occasionne l'anorak, etc..
Encore aujourd'hui les sports de glisse influencent les volumes des vêtements.
Dès les années 1920, certains couturiers s'intéressent particulièrement à la création de vêtements de sport : c'est notamment le cas d'Elsa Schiaparelli ou de Madeleine de Rauch. De leur côté, des créateurs comme Coco Chanel et Jean Patou lancent une mode à la fois sportive et décontractée pour la ville.
Dans les années 1970, l'influence du vêtement de sport dépasse en effet la sphère de la pratique sportive, des tenues de ville pouvant avoir une allure sportive, qualifiée aujourd'hui de sportswear dont Daniel Hechter est un représentant français.
Au-delà de leur apparence et de leur fonctionnalité, les vêtements de sport et sportswear peuvent être de nos jours « porteurs de messages ». De nouveaux créateurs proposent par exemple des vêtements « éthiques », de style et de qualité technique équivalents, voire supérieurs à ceux du marché. C'est-à-dire que la fabrication de ces vêtements satisfait à des normes environnementales et sociales respectueuses des personnes qui les produisent.

## Exemples

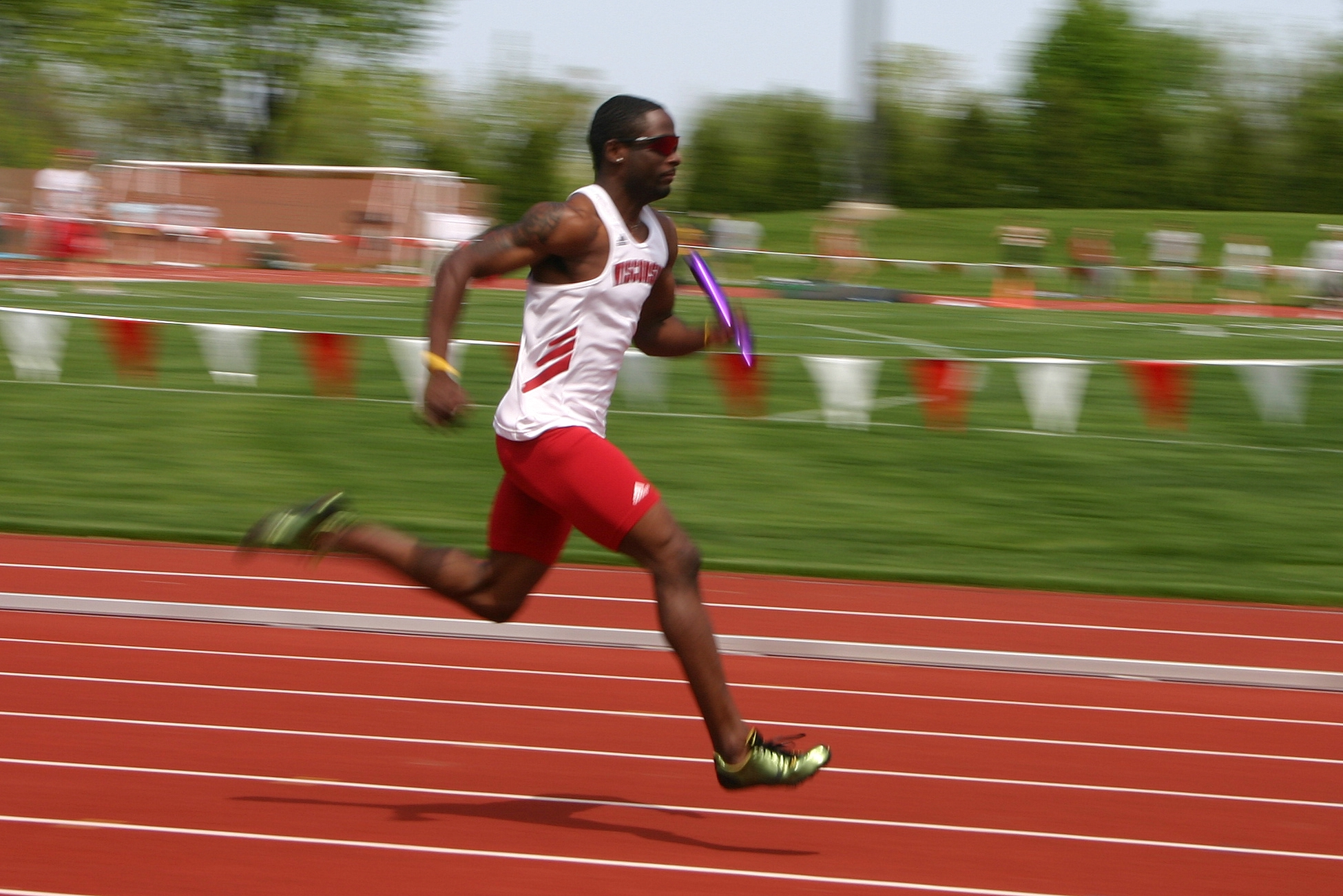
Une tenue de sport typique est constituée d'un maillot et d'un short
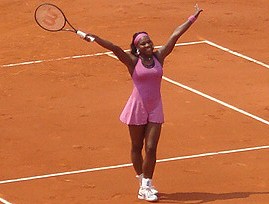
Les joueuses de tennis ont la particularité de faire du sport en minijupe ou en robe.
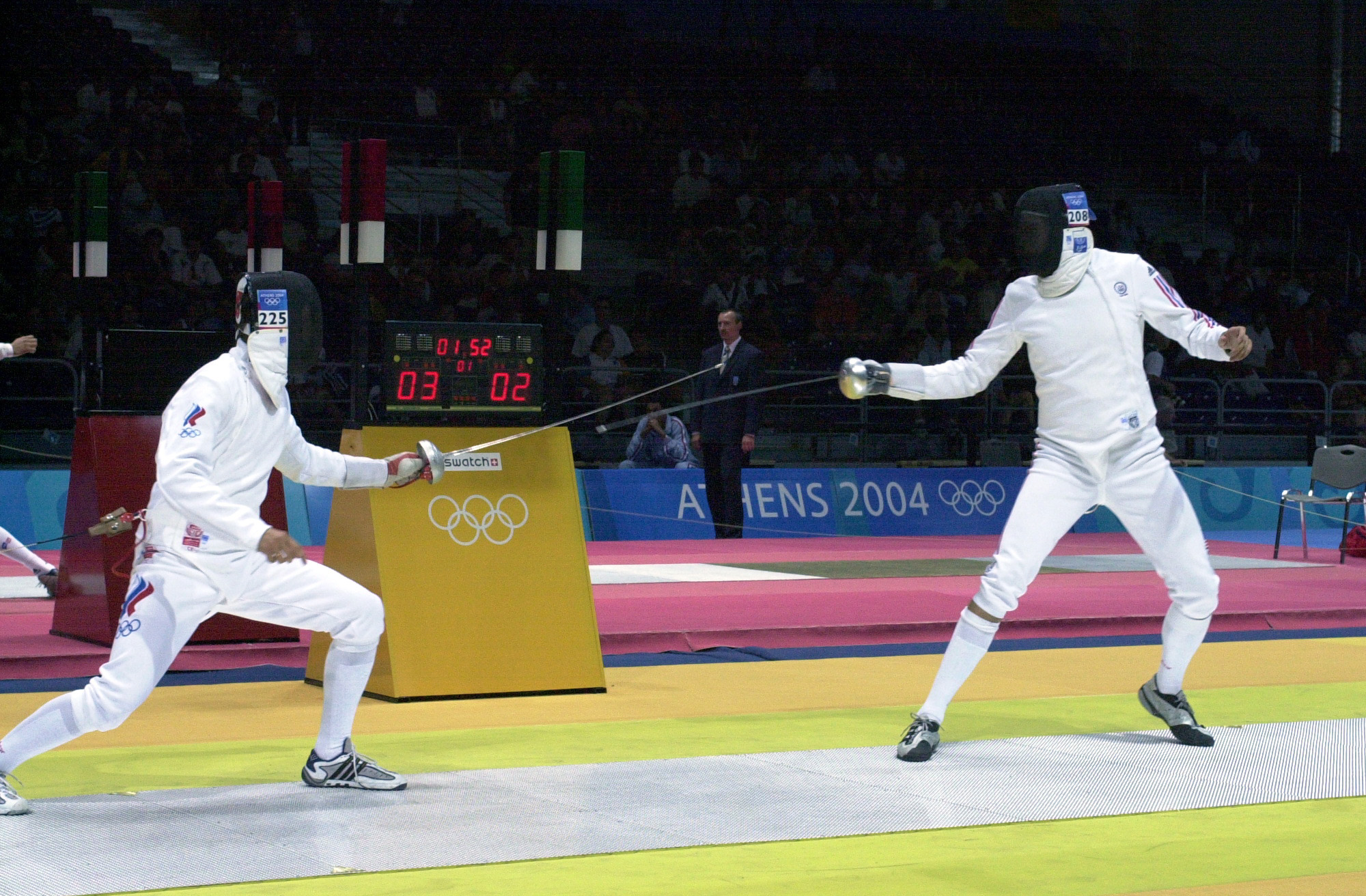
Les sports de combat ou les arts martiaux demandent un équipement adapté...
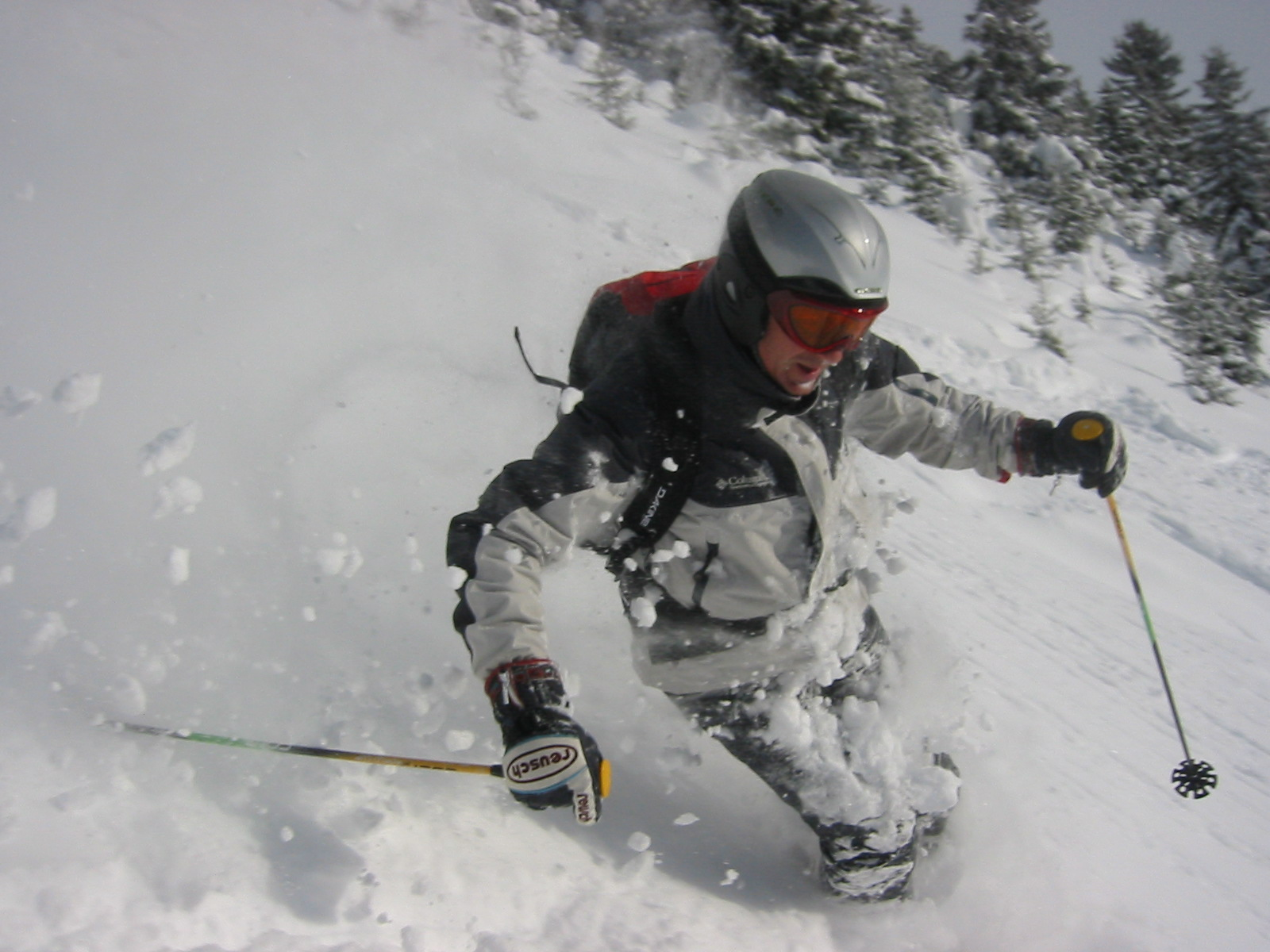
...de même pour les sports d'hiver.
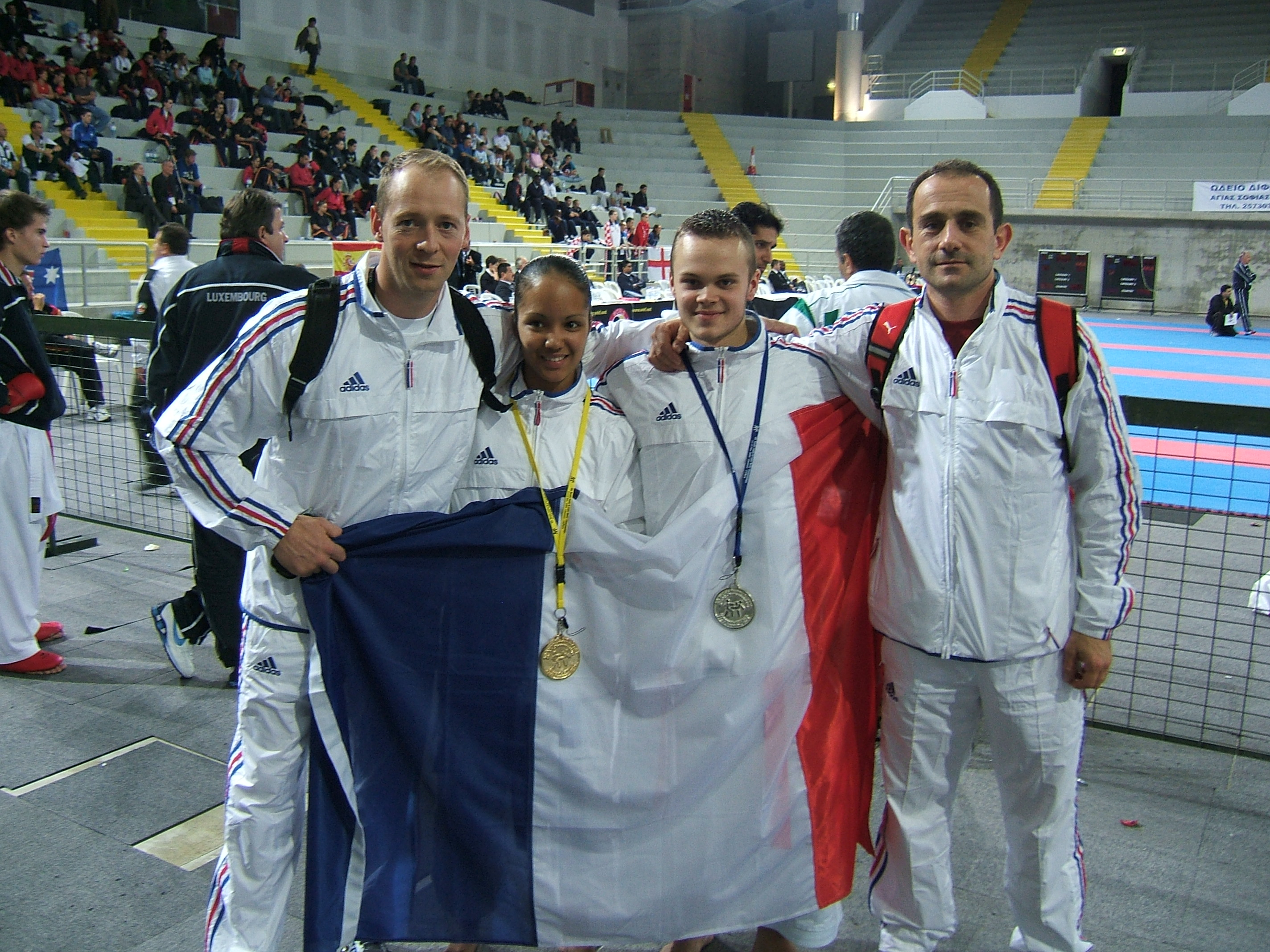
Le survêtement permet de recouvrir les vêtements de sport avant et après l'activité.
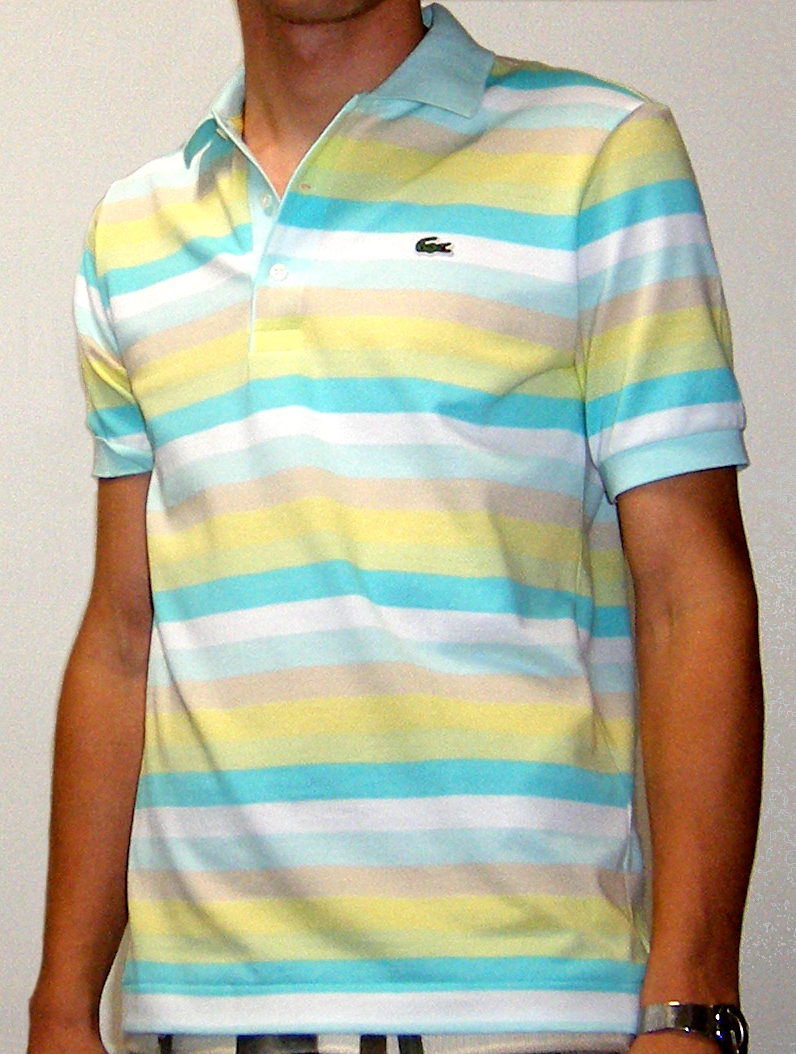
Le polo Lacoste, exemple de vêtement de sport pouvant se porter en ville.